# 鲁莎·利特尔约翰
鲁莎·利特尔约翰（英語：Ruesha Littlejohn；1990年7月3日—），苏格兰和爱尔兰共和国女子足球运动员，司职中场，目前效力于伦敦城雌狮足球俱乐部和爱尔兰共和国国家女子足球队。她曾代表爱尔兰参加2023年国际足联女子世界杯。